# Province della Spagna
Le province della Spagna (in spagnolo e gallego provincias, in catalano províncies, in basco probintziak) sono la suddivisione amministrativa di secondo livello del Paese, dopo le comunità autonome, e sono pari a 50. Furono istituite nel 1833.

## Organizzazione provinciale
Dopo l'istituzione degli enti regionali, le province hanno visto gradualmente diminuire i loro poteri, che sono variabilmente loro affidati da ciascuna comunità autonoma. Sono ancora utilizzate come distretti elettorali, per la codifica postale e come riferimenti geografici, dato che una piccola città viene identificata più facilmente come appartenente a una provincia che a una comunità autonoma, e a seconda della regione di appartenenza governano varie infrastrutture del territorio quali le strade, i canali, le scuole o il demanio. 
Le province sono amministrate dalla Deputazione, un organismo di secondo grado eletto con metodo d'Hondt dai consiglieri comunali raggruppati per partiti giudiziari, ossia quello che in Francia sono i cantoni. Solo le tre province dei Paesi Baschi sono invece gestite dai rispettivi consiglieri regionali, che svolgono al contempo il ruolo di consiglieri provinciali del proprio territorio.
La maggior parte delle province porta il nome del capoluogo. Ci sono solo due città che sono capoluoghi di comunità autonome senza essere nel contempo capoluoghi di provincia: Mérida nell'Estremadura e Santiago di Compostela in Galizia. 

Province della Spagna

Sette comunità autonome sono costituite da una sola provincia: Asturie, Isole Baleari, Cantabria, La Rioja, Madrid, Murcia e Navarra. In questi casi la provincia non è istituita come ente territoriale e i compiti spettanti alla provincia sono esercitati direttamente dalla rispettiva comunità autonoma. Analoghe considerazioni valgono per le città di Ceuta e Melilla che però, non facendo parte di nessuna comunità o provincia, gestiscono le funzioni della provincia direttamente tramite i relativi municipi. Le due province delle Canarie, pur esistendo come suddivisione dell'arcipelago, non hanno una struttura istituzionale e le relative mansioni sono esercitate dalla comunità e da particolari entità, i cabildos insulares, che gestiscono le singole isole. Per tutto ciò considerato, le amministrazioni provinciali propriamente esistenti in Spagna sono 41.

## Lista
| Provincia              | Capoluogo                  | Popolazione | Superficie (km²) | Densità  | Divisione amministrativa                         | Comunità autonoma   | Localizzazione |
| ---------------------- | -------------------------- | ----------- | ---------------- | -------- | ------------------------------------------------ | ------------------- | -------------- |
| Álava                  | Vitoria                    | 320 297     | 3 037            | 108,18   | 7 comarche (kuadrilla) 40 municipios (udalerria) | Paesi Baschi        |                |
| Albacete               | Albacete                   | 395 007     | 14 926           | 26,10    | 76 municipios                                    | Castiglia-La Mancia |                |
| Alicante               | Alicante                   | 1 842 963   | 5 817            | 322,03   |                                                  | Comunità Valenciana |                |
| Almería                | Almería                    | 690 851     | 8 775            | 81,00    |                                                  | Andalusia           |                |
| Asturie                | Oviedo                     | 1 041 754   | 10 603           | 96,19    |                                                  | Asturie             |                |
| Avila                  | Avila                      | 165 786     | 8 050            | 19,74    |                                                  | Castiglia e León    |                |
| Badajoz                | Badajoz                    | 686 032     | 21 766           | 30,83    |                                                  | Estremadura         |                |
| Baleari                | Palma di Maiorca           | 1 124 744   | 4 991            | 226,12   |                                                  | Isole Baleari       |                |
| Barcellona             | Barcellona                 | 5 427 322   | 7 733            | 725,18   |                                                  | Catalogna           |                |
| Biscaglia              | Bilbao                     | 1 136 716   | 2 217            | 513,69   |                                                  | Paesi Baschi        |                |
| Burgos                 | Burgos                     | 362 935     | 14 022           | 25,34    |                                                  | Castiglia e León    |                |
| Cáceres                | Cáceres                    | 405 560     | 19 868           | 19,71    |                                                  | Estremadura         |                |
| Cadice                 | Cadice                     | 1 248 625   | 7 440            | 168,16   |                                                  | Andalusia           |                |
| Cantabria              | Santander                  | 585 411     | 5 321            | 109,36   |                                                  | Cantabria           |                |
| Castellón              | Castellón de la Plana      | 574 906     | 6 636            | 86,33    |                                                  | Comunità Valenciana |                |
| Ceuta                  | Ceuta                      | 84 726      | 18,5             | 4 564    |                                                  | Città autonoma      |                |
| Ciudad Real            | Ciudad Real                | 514 543     | 19 813           | 24,94    |                                                  | Castiglia-La Mancia |                |
| Cordova                | Cordova                    | 795 718     | 13 771           | 56,95    |                                                  | Andalusia           |                |
| Cuenca                 | Cuenca                     | 206 653     | 17 140           | 11,62    |                                                  | Castiglia-La Mancia |                |
| Gerona                 | Gerona                     | 740 537     | 5 909            | 128,86   |                                                  | Catalogna           |                |
| Granada                | Granada                    | 919 329     | 12 646           | 72,86    |                                                  | Andalusia           |                |
| Guadalajara            | Guadalajara                | 254 388     | 12 214           | 21,32    |                                                  | Castiglia-La Mancia |                |
| Gipuzkoa               | San Sebastián              | 707 298     | 1 997            | 357,77   |                                                  | Paesi Baschi        |                |
| Huelva                 | Huelva                     | 522 216     | 10 127           | 51,99    |                                                  | Andalusia           |                |
| Huesca                 | Huesca                     | 221 942     | 15 636           | 14,05    |                                                  | Aragona             |                |
| Jaén                   | Jaén                       | 652 253     | 13 496           | 46,68    |                                                  | Andalusia           |                |
| La Coruña              | La Coruña                  | 1 128 807   | 7 950            | 141,06   |                                                  | Galizia             |                |
| Las Palmas             | Las Palmas de Gran Canaria | 1 106 779   | 4 065            | 281,46   |                                                  | Isole Canarie       |                |
| León                   | León                       | 480 209     | 15 580           | 29,55    |                                                  | Castiglia e León    |                |
| Lleida                 | Lleida                     | 430 655     | 12 172           | 35,54    |                                                  | Catalogna           |                |
| Lugo                   | Lugo                       | 338 873     | 9 856            | 33,35    |                                                  | Galizia             |                |
| Madrid                 | Madrid                     | 6 377 364   | 8 027            | 832,87   |                                                  | Madrid              |                |
| Malaga                 | Malaga                     | 1 632 949   | 7 306            | 228,60   |                                                  | Andalusia           |                |
| Murcia                 | Murcia                     | 1 463 249   | 11 313           | 132,09   |                                                  | Murcia              |                |
| Navarra                | Pamplona                   | 636 638     | 10 391           | 62,79    |                                                  | Navarra             |                |
| Ourense                | Ourense                    | 318 739     | 7 273            | 42,18    |                                                  | Galizia             |                |
| Palencia               | Palencia                   | 165 782     | 8 052            | 19,90    |                                                  | Castiglia e León    |                |
| Pontevedra             | Pontevedra                 | 948 496     | 4 494            | 209,56   |                                                  | Galizia             |                |
| La Rioja               | Logroño                    | 319 002     | 5 045            | 62,33    |                                                  | La Rioja            |                |
| Melilla                | Melilla                    | 84 621      | 13,4             | 6 852,52 |                                                  | Città autonoma      |                |
| Salamanca              | Salamanca                  | 342 045     | 12 349           | 26,83    |                                                  | Castiglia e León    |                |
| Santa Cruz de Tenerife | Santa Cruz de Tenerife     | 1 021 868   | 3 381            | 318,28   |                                                  | Isole Canarie       |                |
| Saragozza              | Saragozza                  | 967 157     | 17 274           | 56,24    |                                                  | Aragona             |                |
| Segovia                | Segovia                    | 158 085     | 6 920            | 22,26    |                                                  | Castiglia e León    |                |
| Siviglia               | Siviglia                   | 1 939 625   | 14 036           | 139,07   |                                                  | Andalusia           |                |
| Soria                  | Soria                      | 92 221      | 10 306           | 8,69     |                                                  | Castiglia e León    |                |
| Tarragona              | Tarragona                  | 792 619     | 6 302            | 128,14   |                                                  | Catalogna           |                |
| Teruel                 | Teruel                     | 137 838     | 14 809           | 128,14   |                                                  | Aragona             |                |
| Toledo                 | Toledo                     | 692 124     | 15 369           | 45,22    |                                                  | Castiglia-La Mancia |                |
| Valencia               | Valencia                   | 2 521 681   | 10 807           | 236,18   |                                                  | Comunità Valenciana |                |
| Valladolid             | Valladolid                 | 527 508     | 8 110            | 64,13    |                                                  | Castiglia e León    |                |
| Zamora                 | Zamora                     | 184 238     | 10 561           | 16,33    |                                                  | Castiglia e León    |                |